# Miguel Pereira (Fußballspieler, 1975)
Miguel Francisco Pereira (* 23. August 1975) ist ein ehemaliger angolanischer Fußballspieler und heutiger -trainer, der für die angolanische Nationalmannschaft sowie als Profi in der Fußball-Bundesliga für den FC Schalke 04 und in der Zweiten Liga für den FC St. Pauli aktiv war.

## Laufbahn
Pereira stand schon mit 18 Jahren im Bundesligakader des FC Schalke 04; sein Debüt in der Bundesliga gab der offensive Mittelfeldspieler am 5. November 1993, als er im Match gegen den VfB Leipzig in der 60. Minute für Uwe Scherr eingewechselt wurde. Bis zu seinem zweiten Einsatz vergingen fast anderthalb Jahre; am 15. April 1995 kam er beim VfB Stuttgart kurz vor Schluss für Radoslav Látal aufs Spielfeld. Über die vollen 90 Minuten durfte er in fünf Bundesligajahren „auf Schalke“ nur einmal gehen, bei seinem dritten Einsatz am letzten Spieltag der Saison 1994/95. Trotz seines ersten und einzigen Bundesligatreffers in der 40. Minute verloren die „Knappen“ dieses Spiel 1:2 gegen den SC Freiburg.
Zur Spielzeit 1995/96 wurde Pereira an Regionalligist Preußen Münster ausgeliehen, kehrte nach der Saison aber nach Gelsenkirchen zurück. In der Saison 1996/97 wurde er mit Schalke UEFA-Pokalsieger; bis Ende der Saison 1998/99 kam er im königsblauen Trikot auf insgesamt 16 Einsätze in Mittelfeld und Angriff. In dieser Zeit nahm er mit der angolanischen Nationalmannschaft am Afrika-Cup teil und kam in allen drei Vorrundenspielen gegen Südafrika, Namibia und die Elfenbeinküste zum Einsatz; gegen Namibia erzielte er das Ausgleichstor zum 3:3-Endstand.
Als Stürmer holte ihn der FC St. Pauli zur Saison 1999/2000 nach Hamburg; nach vier engagierten, aber erfolglosen Anläufen konnte er als Einwechselspieler in Mannheim am 6. Spieltag kurz vor Schluss den dritten Treffer zum 3:1-Auswärtssieg beitragen. Dies sollte jedoch sein einziges Zweitligator bleiben; nach 15 Einsätzen bei den „Kiezkickern“ wechselte er nach der Saison zum TSV 1860 München, bei dem er in der zweiten Mannschaft in der Regionalliga Süd und nach dem Abstieg 2001 noch zwei Jahre in der Bayernliga spielte. 2003 kehrte er ins Ruhrgebiet zurück und war zwei Spielzeiten beim Oberligisten VfB Hüls aktiv. Seit 2005 liegt er mit der Berufsgenossenschaft im Streit über die Folgen einer Knieverletzung. In der Saison 2005/06 war er eine weitere Spielzeit in der Regionalliga bei Wattenscheid 09, danach kehrte er zum VfB Hüls zurück.

### Trainer
Kurz nach seiner Rückkehr zum VfB Hüls wurde er daneben Jugendtrainer beim Gladbecker Vorortverein SV Zweckel; in der Saison 2007/08 übernahm er als Trainer die erste Mannschaft des SVZ in der Bezirksliga und konnte das Team vor dem Abstieg bewahren. Nach seinem Rücktritt als Übungsleiter der ersten Mannschaft blieb Pereira als Jugendtrainer beim SV Zweckel und machte den Lehrgang zur Trainer-B-Lizenz. Zur Saison 2009/10 übernahm Miguel Pereira zusammen mit Stefan Urbainski wieder den Trainerposten der 1. Mannschaft des SV Zweckel, der nach dem Aufstieg in die Landesliga einen Durchmarsch plante. Am Ende der Saison erreichte Pereira mit dem Klub den 3. Tabellenplatz und übernahm zur neuen Spielzeit wieder die A-Jugend des Vereins. Anfang der 2020er-Jahre war der frühere Bundesligaprofi erneut in Zweckel Coach.